# 中隈敬蔵
中隈 敬蔵（なかくま けいぞう、安政4年9月29日（1857年11月15日） – 大正13年（1924年）3月21日）は、日本の日本の官僚。会計検査院長。位階および勲等は従二位・勲一等。

## 経歴
安政4年9月29日、佐賀藩士中隈武雅と母乕子の二男として生まれた。1871年に藩の推薦で東京に出た。大学南校を経て、1880年、東京大学理財政治学科を卒業した。
会計検査院に出仕したが、まもなく大蔵省御用掛に転じ、さらに農商務省御用掛、東京山林学校（のち東京農林学校）教授を務めた。1886年、大蔵権少書記官となり、1889年には第一高等学校教授を兼任し、理財学を担当した。その他、慶應義塾（現在の慶應義塾大学）講師・専修学校（現在の専修大学）講師を務めた。
1893年、会計検査院に戻り、検査官、第二部長を歴任した。1918年、会計検査院長に就任した。皇典講究所の監事や肥前協会会長、佐賀育英会理事長も務めた。大正13年3月21日薨去。享年は68。墓所は青山霊園。

## 栄典
位階
- 1911年（明治44年）3月20日 - 正四位[6]
- 1916年（大正5年）4月10日 - 従三位[7]
- 1924年（大正13年）3月21日 - 従二位[8]

勲章
- 1916年（大正5年）4月1日 - 勲一等瑞宝章[9]

## 親族
- 妻 暉子 - 昭和4年1月27日没。享年64。
- 実兄 中隈輝雄
- 義兄 日比重明 - 妻・暉子の兄で旧菰野藩士[1]。沖縄県知事。
- 養子 中隈尚友 - 紀俊秀男爵の弟で、長女富士子の夫。法学士。32歳で没。
- 孫 中隈敬夫